# Stefan Sonvilla-Weiss
Stefan Sonvilla-Weiss (* 10. April 1961 als Stefan Weiss in Wels) ist ein österreichischer Medientheoretiker, Künstler und Professor an der Fakultät Medien- und Kommunikationswissenschaften der Zayed University in Abu Dhabi. Er arbeitete von 2014 bis 2021 als Professor für Mediengestaltung und Leiter des Instituts für Kunst und Bildung an der Universität für künstlerische und industrielle Gestaltung Linz. Von 2003 bis 2014 war er Professor an der Aalto-Universität im Institut für Kunst, Design und Architektur in Helsinki.

## Leben
Nach den Studien der Philosophie, Bildnerischen Erziehung und Werkerziehung an der Universität für Musik, Theater und Bildende Kunst Mozarteum, Malerei und Trickfilm bei Maria Lassnig, Computergrafik und Computeranimation bei Peter Weibel an der Universität für Angewandte Kunst Wien graduierte er dort zum M.A. Zunächst arbeitete er als bildender Künstler und als Lehrer an Gymnasien in Wien und Salzburg. 
Er ist mit Barbara Sonvilla verheiratet und Vater der Filmregisseurin Felicitas Sonvilla und des Musikers Silvius Sonvilla.
Neben zahlreichen Ausstellungen setzte sich Sonvilla-Weiss seit den frühen 1990er Jahren mit dem Computer als kreatives und interaktives Medium auseinander. Nach einem kurzen Studienaufenthalt am Massachusetts Institute of Technology (MIT) in Cambridge gründete er ein Medienbüro in Wien und entwickelte zahlreiche interaktive CD-Rom und Web-Projekte vorwiegend im Kunst- und Bildungsbereich. Das Doktoratsstudium in Kommunikationstheorie und Bildnerischer Erziehung schloss Sonvilla-Weiss mit einer Dissertation über „partizipative Medienkultur in der virtuellen Bildungslandschaft Österreichs“ bei Manfred Faßler ab und promovierte zum Dr. phil. an der Universität für Angewandte Kunst Wien. Seit Mitte der 1990er Jahre arbeitet er als Medienkünstler, Universitätslehrer, Multimedia-Entwickler und Initiator zahlreicher Projekte im Kunst-Medien-Bildungsraum. Seit 2001 war Sonvilla-Weiss als Projektmanager und Forscher im virtuellen Bildungsbereich am EUN in Brüssel tätig. 
2003 erfolgte die Berufung zum Professor an die Hochschule für Kunst und Design Helsinki, die seit dem 1. Januar 2010 in Aalto-Universität umbenannt wurde. Er war Leiter des Master of Arts Studiums ePedagogy Design – Visual Knowledge Building, welches 2007 von der Europäischen Kommission als Erfolgsgeschichte im Rahmen innovativer Curriculum Projekte ausgezeichnet wurde. 
Von Sonvilla-Weiss stammt der Begriff Visual Knowledge Building. In seiner Forschungsarbeit versucht er Antworten zu finden, wie Interaktionen in global vernetzten realen und virtuellen Räumen neue Formen kommunikativer, kreativer und sozialer Praxen hervorbringen können. Sonvilla-Weiss beschäftigt sich mit den kognitiven, sozialen, technologischen und ästhetischen Dimensionen einer Datenkultur, die neue Wege der Vermittlung von Praktiken und Strategien künstlerisch-wissenschaftlicher Auseinandersetzung verlangen.

## Werke
- Spaces of Commemoration and Communication. A Novel Approach at the Mauthausen Memorial Visitor Center (Monograph). Transcript Verlag Columbia University Press, Bielefeld, New York 2023, ISBN 978-3-8376-6733-2 (englisch, columbia.edu).
- VIS-A-VIS Medien.Kunst.Bildung. Lebenswirklichkeiten und kreative Potentiale der Digital Natives. Walter de Gruyter GmbH, Berlin, Boston 2017, ISBN 978-3-11-049851-6.
- Good Artists Copy; Great Artists Steal: Reflections on Cut-Copy-Paste Culture. Routledge, London 2014, ISBN 978-0-415-71625-3 (englisch).
- Synthesis and Nullification. Works 1991-2011 (Monograph). Springer Science+Business Media, Wien, New York 2012, ISBN 978-3-7091-1028-7, S. 204 (englisch).
- Future Learning Spaces. Aalto Art Books, Helsinki 2012, ISBN 978-952-60-4517-7, S. 335 (englisch, aalto.fi).
- Mashup Cultures. Springer Science+Business Media, Wien, New York 2010, ISBN 978-3-7091-0095-0, S. 256 (englisch).
- (IN)VISIBLE. Learning to Act in the Metaverse (Monograph). Springer Science+Business Media, Wien, New York 2008, ISBN 978-3-211-78538-6, S. 168 (englisch).
- (e)Pedagogy - Visual Knowledge Building. Rethinking Art and New Media in Education. Peter Lang, Bern, Berlin, Bruxelles, Frankfurt am Main, New York, Oxford, Wien 2005, ISBN 978-3-03910-609-7, S. 246 (englisch).
- Virtual school - kunstnetzwerk.at – Partizipative Medienkultur in der virtuellen Bildungslandschaft Österreichs. Peter Lang, Bern, Berlin, Bruxelles, Frankfurt am Main, New York, Oxford, Wien 2003, ISBN 978-3-03910-231-0, S. 243.
- Ausstellungskatalog (Memento vom 4. September 2010 im Internet Archive)
- Narziß. Selbstbespiegelung oder Selbsterkenntnis? Narzißmus im Spiegel der Gesellschaft. Bundesministerium für Unterricht, Kunst und Kultur – Medien Service, Wien 1996.